# Wouter de Vet

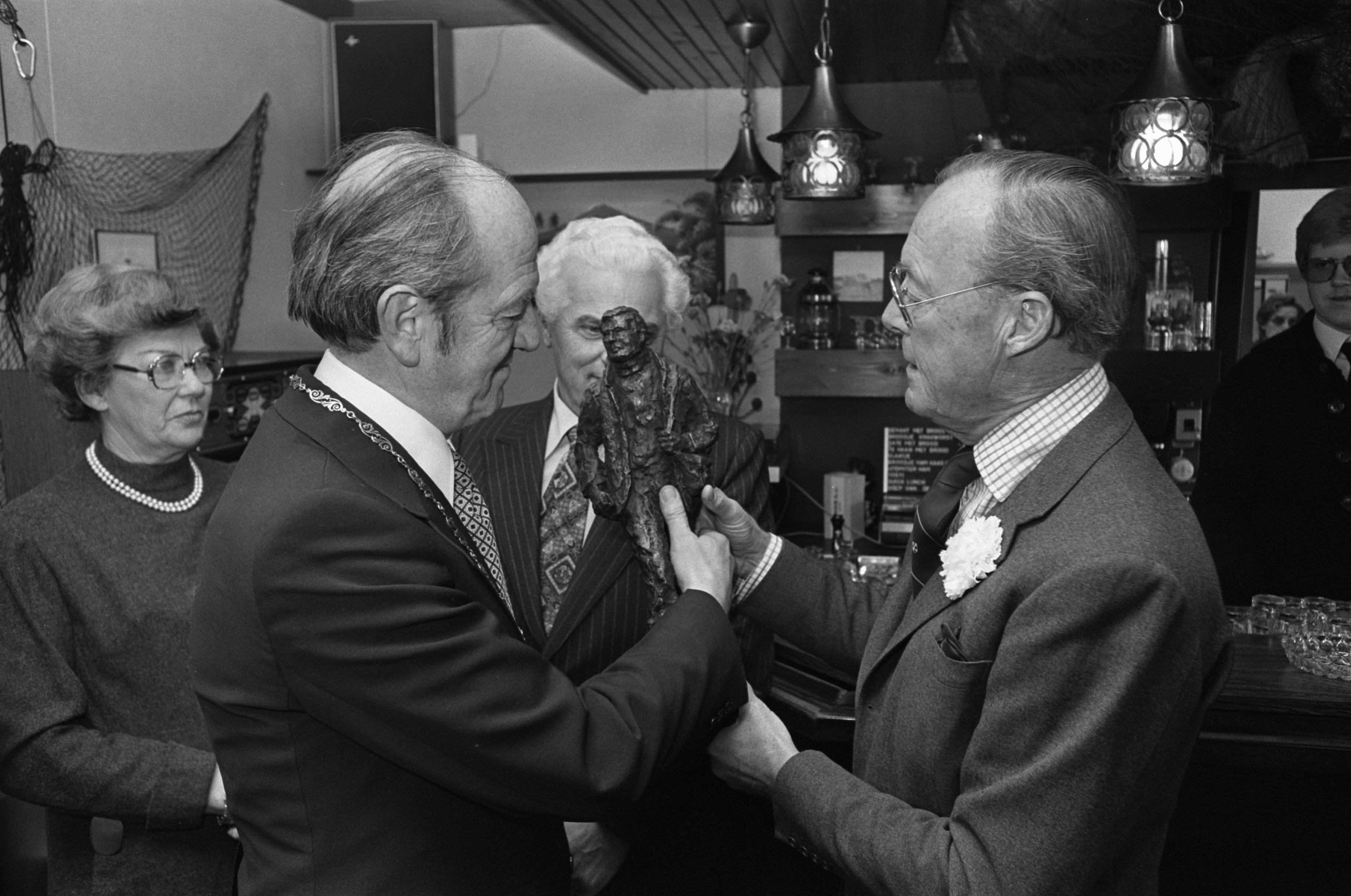
Burgemeester W.J.A. de Vet overhandigt Prins Bernhard een beeldje (1977)

Waltherus Johannes Aloijsius (Wouter) de Vet  (Gilze, 26 mei 1921 – Roosendaal en Nispen, 5 oktober 1979) was een Nederlands politicus van de KVP.
Na de Tweede Wereldoorlog trad hij in de voetsporen van zijn vader en werd opgenomen in de leiding van een lederfabriek. In 1953 kwam hij in de gemeenteraad van Gilze en Rijen waar hij ook wethouder is geweest. In december 1973 werd De Vet benoemd tot burgemeester van Hooge en Lage Zwaluwe. Tijdens dat burgemeesterschap overleed hij in 1979 op 58-jarige leeftijd. Zijn broer Gerardus de Vet is bisschop van Breda geweest.